# 1937年度の将棋界
1937年度の将棋界（1937ねんどのしょうぎかい）では、1937年（昭和12年）4月から1938年（昭和13年）3月の将棋界に関する出来事について記述する。

## できごと

### 1937年11月
- 第1期名人戦の名人決定特別リーグ戦最終局、木村義雄八段が花田長太郎八段の対局が行われた。木村が敗れると六番勝負による決勝対局が開催される予定であった。対局結果は千日手となった[1]。

### 1937年12月
- 5・6日 - 第1期名人戦の名人決定特別リーグ戦最終局の指し直し局が行われ、木村義雄八段と花田長太郎八段に勝利。制度に基づき、木村義雄八段が名人を獲得[1]。

### 1938年2月
- 11日 - 名人就任式が将棋大成会で行われた。関根金次郎名人が退位を宣言し、木村義雄新名人に「名人推薦書」が贈られた[2]。

## 記録

### タイトル戦
| 棋戦   | 勝者               | 開催時期    | 番勝負             | 番勝負             | 番勝負             | 備考   | 注          |
| 棋戦   | 勝者               | 開催時期    | 在位者             | 勝敗               | 挑戦者             | 備考   | 注          |
| ------ | ------------------ | ----------- | ------------------ | ------------------ | ------------------ | ------ | ----------- |
| 名人戦 | 第1期名人 木村義雄 | 1935-1937年 | 六番勝負開催されず | 六番勝負開催されず | 六番勝負開催されず | 初名人 | [ 1 ] [ 3 ] |

## 昇段・引退
| 昇段 | 棋士       | 昇段日 | 注    |
| ---- | ---------- | ------ | ----- |
| 四段 | 荒巻三之   | 1937年 | [ 4 ] |
| 四段 | 加藤恵三   | 1937年 | [ 5 ] |
| 四段 | 永沢勝雄   | 1937年 | [ 6 ] |
| 五段 | 松下力     | 1937年 | [ 7 ] |
| 八段 | 斎藤銀次郎 | 1937年 | [ 8 ] |